# Olympische Sommerspiele 1920/Schwimmen – 100 m Freistil (Männer)
Der Schwimmwettkampf über 100 Meter Freistil der Männer bei den Olympischen Spielen 1920 in Antwerpen wurde vom 22. bis 29. August 1920 ausgetragen. Alle Medaillengewinner kamen aus den Vereinigten Staaten.

## Rekorde
Vor Beginn der Olympischen Spiele waren folgende Rekorde gültig.
| Weltrekord         | 1:01,4 min | Duke Kahanamoku | New York City, Vereinigte Staaten | 9. August 1918 |
| Olympischer Rekord | 1:02,4 min | Duke Kahanamoku | Stockholm, Schweden               | 7. Juli 1912   |

Folgende neue Rekorde wurden aufgestellt:
| Weltrekord         | 1:00,4 min | Duke Kahanamoku | Finale          |
| Weltrekord         | 1:01,4 min | Duke Kahanamoku | Finale          |
| Weltrekord         | 1:01,4 min | Duke Kahanamoku | Halbfinale 1    |
| Olympischer Rekord | 1:01,8 min | Duke Kahanamoku | Viertelfinale 1 |

## Ergebnisse

### Viertelfinale
Die zwei ersten Athleten eines jeden Laufs sowie die der zeitschnellste Athlet aller Läufe qualifizierten sich für das Halbfinale.
Lauf 1
| Rang | Athlet                     | Nation             | Zeit       | Anm.   |
| ---- | -------------------------- | ------------------ | ---------- | ------ |
| 1    | Duke Kahanamoku            | Vereinigte Staaten | 1:01,8 min | Q (OR) |
| 2    | Keith Kirkland             | Australien         | 1:08,0 min | Q      |
| 3    | Jean-Baptiste van Silfhout | Niederlande        | 1:09,0 min |        |
| 4    | Georges Pouilley           | Frankreich         |            |        |
| 5    | Albert Dickin              | Großbritannien     |            |        |

Lauf 2
| Rang | Athlet               | Nation             | Zeit       | Anm. |
| ---- | -------------------- | ------------------ | ---------- | ---- |
| 1    | Agostino Frassinetti | Königreich Italien | 1:11,8 min | Q    |
| 2    | Václav Bucháček      | Tschechoslowakei   | 1:19,2 min | Q    |
| 3    | Ângelo Gammaro       | Brasilien          | 1:22,0 min |      |
| 4    | Harold Annison       | Großbritannien     |            |      |

Lauf 3
| Rang | Athlet              | Nation             | Zeit       | Anm. |
| ---- | ------------------- | ------------------ | ---------- | ---- |
| 1    | Pua Kealoha         | Vereinigte Staaten | 1:02,0 min | Q    |
| 2    | Ivan Stedman        | Australien         | 1:04,2 min | Q    |
| 3    | Henri Padou senior  | Frankreich         | 1:08,4 min |      |
| 4    | Martial Van Schelle | Belgien            |            |      |
| 5    | Jean Jenny          | Schweiz            |            |      |
| 6    | Kenkichi Saitō      | Japan              |            |      |

Lauf 4
| Rang | Athlet           | Nation         | Zeit       | Anm. |
| ---- | ---------------- | -------------- | ---------- | ---- |
| 1    | George Vernot    | Kanada         | 1:05,2 min | Q    |
| 2    | Henry Hay        | Australien     | 1:06,8 min | Q    |
| 3    | Orvar Trolle     | Schweden       | 1:07,8 min | q    |
| 4    | Léon Pesch       | Luxemburg      |            |      |
| 5    | Leslie Savage    | Großbritannien |            |      |
| 6    | Orlando Amêndola | Brasilien      |            |      |
| 7    | Gérard Blitz     | Belgien        |            |      |

Lauf 5
| Rang | Athlet           | Nation             | Zeit       | Anm. |
| ---- | ---------------- | ------------------ | ---------- | ---- |
| 1    | Norman Ross      | Vereinigte Staaten | 1:04,2 min | Q    |
| 2    | William Herald   | Australien         | 1:08,8 min | Q    |
| 3    | Mario Massa      | Königreich Italien | 1:10,4 min |      |
| 4    | Rémi Weil        | Frankreich         |            |      |
| 5    | Masayoshi Uchida | Japan              |            |      |

Lauf 6
| Rang | Athlet       | Nation             | Zeit       | Anm. |
| ---- | ------------ | ------------------ | ---------- | ---- |
| 1    | Bill Harris  | Vereinigte Staaten | 1:04,4 min | Q    |
| 2    | Ko Korsten   | Niederlande        | 1:05,6 min | Q    |
| 3    | Jack Dickin  | Großbritannien     | 1:10,0 min |      |
| 4    | Alfred Steen | Norwegen           |            |      |

### Halbfinale
Die ersten zwei Athleten eines jeden Laufs und der schnellste Dritte qualifizierten sich für das Finale.
Halbfinale 1
| Rang | Athlet               | Nation             | Zeit       | Anm. |
| ---- | -------------------- | ------------------ | ---------- | ---- |
| 1    | Duke Kahanamoku      | Vereinigte Staaten | 1:01,4 min | Q    |
| 2    | Bill Harris          | Vereinigte Staaten | 1:04,2 min | Q    |
| 3    | George Vernot        | Kanada             | 1:05,8 min |      |
| 4    | Agostino Frassinetti | Königreich Italien |            |      |
| 5    | Václav Bucháček      | Tschechoslowakei   |            |      |
| 6    | Henry Hay            | Australien         |            |      |

Halbfinale 2
| Rang | Athlet         | Nation             | Zeit       | Anm. |
| ---- | -------------- | ------------------ | ---------- | ---- |
| 1    | Pua Kealoha    | Vereinigte Staaten | 1:02,4 min | Q    |
| 2    | Norman Ross    | Vereinigte Staaten | 1:04,8 min | Q    |
| 3    | William Herald | Australien         | 1:05,8 min | q    |
| 4    | Ivan Stedman   | Australien         |            |      |
| 5    | Orvar Trolle   | Schweden           |            |      |
| 6    | Keith Kirkland | Australien         |            |      |
| 7    | Ko Korsten     | Niederlande        |            |      |

### Finale
Das Finale wurde zunächst am 24. August ausgetragen. Herald legte Protest ein, weil er sich von Ross behindert fühlte. Am 29. August wurde das Finale ohne Ross ein zweites Mal ausgeschwommen, an der Verteilung der Medaillen änderte sich nichts.
| Rang | Athlet          | Nation             | Zeit 1. Finale  | Zeit 2. Finale |
| ---- | --------------- | ------------------ | --------------- | -------------- |
| 1    | Duke Kahanamoku | Vereinigte Staaten | 1:00,4 min (WR) | 1:01,4 min     |
| 2    | Pua Kealoha     | Vereinigte Staaten | 1:02,2 min      | 1:02,6 min     |
| 3    | Bill Harris     | Vereinigte Staaten | 1:03,2 min      | 1:03,0 min     |
| 4    | William Herald  | Australien         |                 | 1:03,8 min     |
| —    | Norman Ross     | Vereinigte Staaten | 1:03,8 min DSQ  | —              |